# Gouverneto
Gouverneto (řecky Μονή Γουβερνέτο) je klášter řecké pravoslavné církve v regionální jednotce Chania na ostrově Kréta v Řecku. Leží asi 5 km od kláštera Agia Triada.
Od roku 1537 (někdy také uváděno 1548) to je pevnost v benátském stylu s prvky baroka přidanými později. Údajně to je jeden z nejstarších klášterů na Krétě. Těsně před tureckou invazí zde žilo 60 mnichů, což byl v tehdejší době nadprůměrný počet. Dvůr má čtvercovitý tvar a zdi jsou zdobeny římsami. Během 2. světové války byl klášter obsazen Němci, kteří zde zřídili velitelství.
V klášteře panují přísná pravidla včetně zákazu kouření, zákazu fotografování uvnitř kláštera. V pátek a středu je klášter oficiálně zavřený.

## Galerie

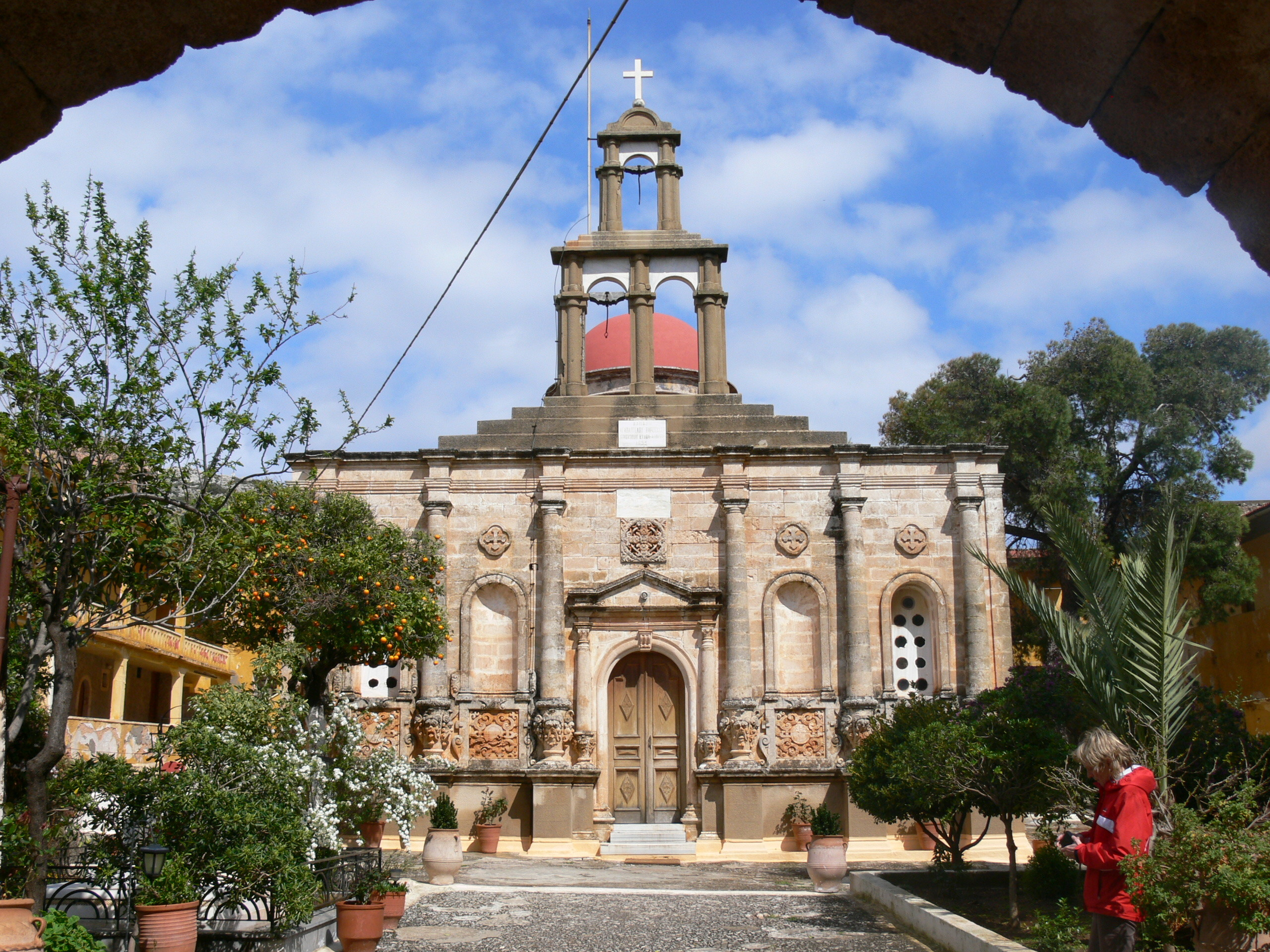
Klášterní chrám
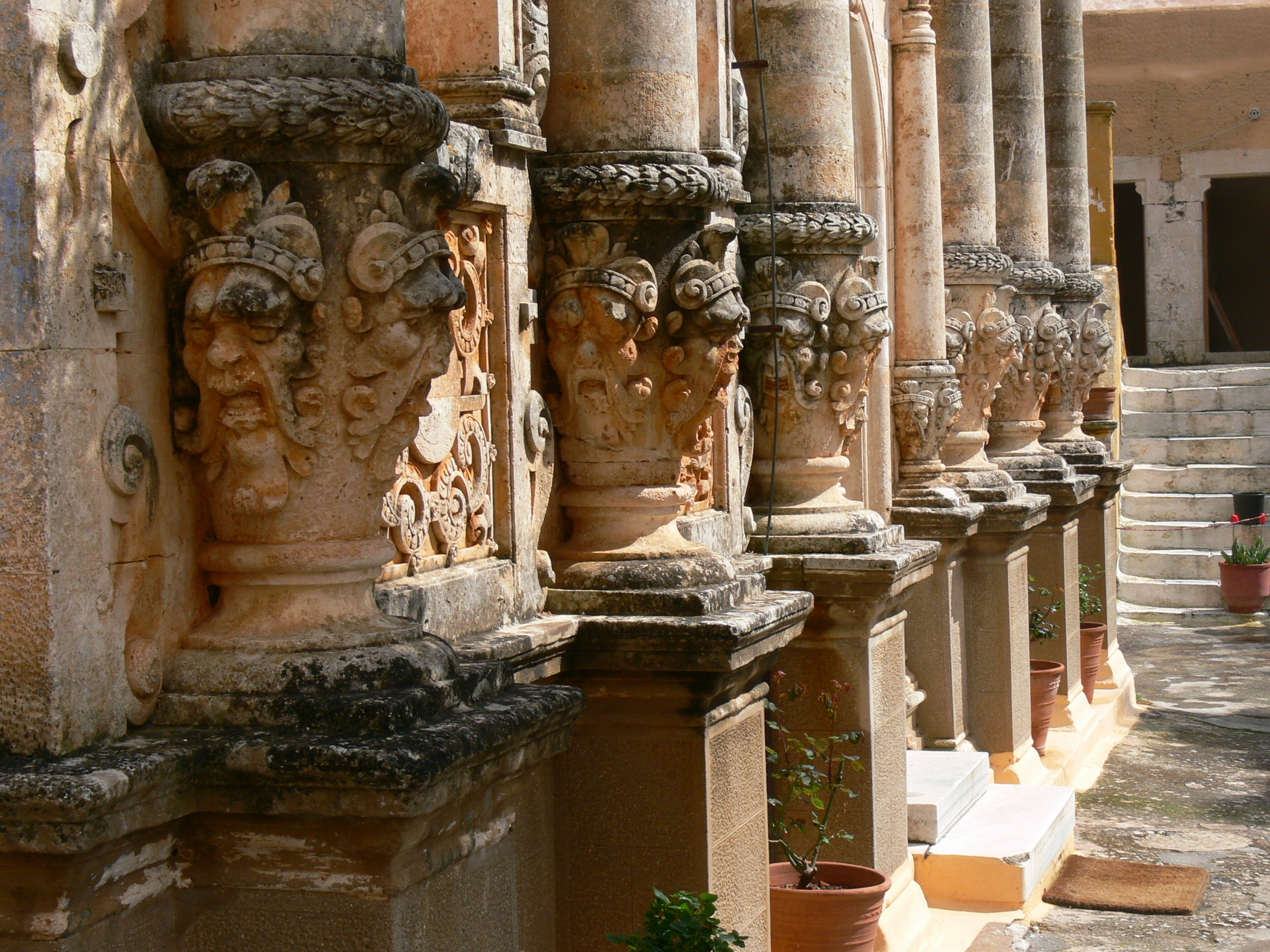
Sluopořadí u chrámu